# 山内章弘
山内 章弘（やまうち あきひろ　1969年 - ）は、日本の映画プロデューサー。元東宝映画社長。『トリック』シリーズなど、数々の人気映画をプロデュースしてきた。

## 経歴・人物
東京都出身。千葉大学卒業後、1992年に東宝入社。以後、テレビ部、映画調整部を経て、2016年時点では東宝映像本部映画企画部長。
2000年に深夜ドラマとしてスタートした人気シリーズ『トリック』には、立ち上げ時からプロデューサーとして関わっており、2014年に完結編として公開された『トリック劇場版 ラストステージ』に至るまで、シリーズのプロデュースを務めた。

## 手掛けた作品

### ドラマ
- トリックシリーズ[1]
  - TRICK（2000年・プロデューサー）
  - TRICK2（2002年・プロデューサー）
  - 木曜ドラマ TRICK〜Troisième partie〜（2003年・プロデューサー）
  - TRICK新作スペシャル（2005年・プロデューサー）
  - TRICK新作スペシャル2（2010年・プロデューサー）
  - TRICK新作スペシャル3（2014年・プロデューサー）
- マイ☆ボス マイ☆ヒーロー（2006年・プロデューサー）[1]
- アイアムアヒーロー はじまりの日（2016年・エグゼクティブプロデューサー）

### アニメ
- サクラクエスト（2017年・企画）

### 映画
- トリックシリーズ[1]
  - トリック劇場版（2002年・プロデューサー）
  - トリック劇場版2（2006年6月・プロデューサー）
  - 劇場版TRICK 霊能力者バトルロイヤル（2010年5月・チーフプロデューサー）
  - トリック劇場版 ラストステージ（2014年1月・エグゼクティブプロデューサー）
- 電車男（2005年・プロデューサー）[1]
- サイレン（2006年2月・企画）
- 7月24日通りのクリスマス（2006年11月・アソシエイトプロデューサー）
- Life 天国で君に逢えたら（2007年2月・アソシエイトプロデューサー）
- クローズド・ノート（2007年9月・プロデューサー）
- チーム・バチスタの栄光（2008年2月・プロデューサー）[1]
- 隠し砦の三悪人　THE LAST PRINCESS（2008年5月・プロデューサー）
- デトロイト・メタル・シティ（2008年8月・エグゼクティブプロデューサー）
- 雷桜（2010年10月・企画）
- あしたのジョー（2011年2月・企画委員会）
- 神様のカルテ（2011年8月・企画）[1]
- モテキ（2011年9月・エグゼクティブプロデューサー）
- friends もののけ島のナキ（2011年12月・Co.エグゼクティブプロデューサー）
- ガール（2012年5月・制作）
- エイトレンジャー（2011年7月・制作委員会）
- 悪の教典（2012年11月・エグゼクティブプロデューサー）
- プラチナデータ（2013年3月・エグゼクティブプロデューサー）
- コドモ警察（2013年3月・プロデューサー）
- だいじょうぶ3組（2013年3月・エグゼクティブプロデューサー）
- 奇跡のリンゴ（2013年6月・エグゼクティブプロデューサー）
- 神様のカルテ2（2014年3月・エグゼクティブプロデューサー）
- 青天の霹靂（2014年5月・エグゼクティブプロデューサー）
- 寄生獣（2014年11月・エグゼクティブプロデューサー）
- ストロボ・エッジ（2015年3月・エグゼクティブプロデューサー）
- 寄生獣 完結編（2015年4月・エグゼクティブプロデューサー）
- 進撃の巨人 ATTACK ON TITAN / 進撃の巨人 ATTACK ON TITAN エンド オブ ザ ワールド（2015年8月 / 9月・エグゼクティブプロデューサー）[1]
- バクマン。（2015年10月・エグゼクティブプロデューサー[7]）
- orange（2015年12月・エグゼクティブプロデューサー）[1]
- アイアムアヒーロー（2016年4月・エグゼクティブプロデューサー）[1]
- 世界から猫が消えたなら（2016年5月・エグゼクティブ・プロデューサー）
- シン・ゴジラ（2016年7月・エグゼクティブプロデューサー）[1]
- 青空エール（2016年8月・エグゼクティブプロデューサー）[1]
- 後妻業の女（2016年8月・製作総括）
- 怒り（2016年9月・エグゼクティブ・プロデューサー）
- SCOOP!（2016年10月・共同プロデューサー）[1]
- ボクの妻と結婚してください（2016年11月・製作総括）
- 何者（2016年10月・エグゼクティブプロデューサー）[1]
- ぼくは明日、昨日のきみとデートする（2016年12月・エグゼクティブプロデューサー）
- 君の膵臓をたべたい（2017年7月・エグゼクティブプロデューサー）
- 奥田民生になりたいボーイと出会う男すべて狂わせるガール（2017年9月・エグゼクティブプロデューサー）
- 亜人（2017年9月・エグゼクティブプロデューサー）
- 未成年だけどコドモじゃない（2017年12月・エグゼクティブプロデューサー）
- となりの怪物くん（2018年4月・エグゼクティブプロデューサー
- ラプラスの魔女（2018年5月・エグゼクティブプロデューサー）
- のみとり侍（2018年5月・プロダクション総括）
- 恋は雨上がりのように（2018年5月・エグゼクティブプロデューサー）
- 羊と鋼の森（2018年6月・エグゼクティブプロデューサー）
- センセイ君主（2018年8月・エグゼクティブ・プロデューサー）
- 検察側の罪人（2018年8月・エグゼクティブプロデューサー）
- SUNNY 強い気持ち・強い愛（2018年8月・エグゼクティブプロデューサー）
- 響 -HIBIKI-（2018年9月・エグゼクティブプロデューサー）
- 億男（2018年10月・エグゼクティブプロデューサー）
- 来る（2018年12月・エグゼクティブプロデューサー）
- フォルトゥナの瞳（2019年2月・エグゼクティブプロデューサー）
- 君は月夜に光り輝く（2019年3月・エグゼクティブプロデューサー）
- アルキメデスの大戦（2019年7月・エグゼクティブプロデューサー）
- シン・ウルトラマン（2022年5月・協力プロデューサー）
- ゴジラ-1.0（2023年11月・協力プロデューサー）

## 出演
- 山田孝之のカンヌ映画祭（2017年・第4話出演協力）

## 受賞歴
2016年
- 第36回藤本賞 特別賞（『シン・ゴジラ』）[8]

2017年
- エランドール賞 プロデューサー賞（『シン・ゴジラ』）

## 関連人物
- 堤幸彦
- 蒔田光治